# Championnats de France de triathlon longue distance 2022
Navigation
Édition précédente Édition suivante
Les championnats de France de triathlon longue distance 2022 se déroulent à La Salvetat-sur-Agout dans l'Hérault, le jeudi 14 juillet 2022.

## Résultats
Les tableaux présentent le « Top 10 » des championnats hommes et femmes, la première féminine est 46e au classement général.
| Place              | Triathlète         | Temps           |
| ------------------ | ------------------ | --------------- |
| Médaille d'or      | Mathis Margirier   | 4 h 1 min 22 s  |
| Médaille d'argent  | Brice Hacquart     | 4 h 12 min 8 s  |
| Médaille de bronze | Marc Fernandes     | 4 h 12 min 54 s |
| 4                  | Thomas Sayer       | 4 h 1 min 6 s   |
| 5                  | Corentin Chouvelon | 4 h 17 min 40 s |
| 6                  | Antoine Mechin     | 4 h 17 min 51 s |
| 7                  | Alexis Rochat      | 4 h 17 min 52 s |
| 8                  | Adrien Leroux      | 4 h 19 min 4 s  |
| 9                  | Jean Duchampt      | 4 h 19 min 54 s |
| 10                 | William Fanet      | 4 h 21 min 31 s |

| Place              | Triathlète             | Temps           |
| ------------------ | ---------------------- | --------------- |
| Médaille d'or      | Léna Vaillier-François | 4 h 43 min 46 s |
| Médaille d'argent  | Charlotte Faivre       | 4 h 50 min 7 s  |
| Médaille de bronze | Virginie Lemay         | 4 h 56 min 8 s  |
| 4                  | Claudia Kelsall        | 5 h 0 min 42 s  |
| 5                  | Lucie Jolivet          | 5 h 1 min 9 s   |
| 6                  | Jeanne Baran           | 5 h 1 min 35 s  |
| 7                  | Emma Ducreux           | 5 h 7 min 28 s  |
| 8                  | Adélaïde Girardot      | 5 h 9 min 0 s   |
| 9                  | Fiona Cornet           | 5 h 13 min 59 s |
| 10                 | Sarah Vidal            | 5 h 17 min 33 s |